# 쿠바 페소
페소(스페인어: peso)는 쿠바의 통화로 태환 페소와 함께 통용된다. 1 페소는 100 센타보(centavos)로 나뉜다.
쿠바는 1857년에 페소를 도입함과 동시에 지폐를 발행했으며 1915년에는 동전을 발행했다. 1881년에는 미국 달러와의 고정 환율을 도입했지만 1960년부터 1991년까지는 소련 루블과의 고정 환율을 시행했다. 1, 2, 5, 20 센타보, 1, 3 페소 동전과 1, 3, 5, 10, 20, 50, 100, 200, 500, 1,000 페소 지폐가 통용된다.
3폐소화 지폐의 인물이 아르헨티나인이면서 쿠바에서 혁명 활동을 한 체 게바라이다.

## 같이 보기
- 쿠바 태환 페소
- 쿠바의 경제